# المعيلق
15°0′49.8564″N 33°5′33.1008″E / 15.013849000°N 33.092528000°E

المعيلق
مدينة نشأت في الفترة ما قبل المهدية أي في بدايات القرن التاسع عشر، سميت بالمعيلق نسبة لأن الرعاة الذين كانوا يقطنون هذه المنطقة كانوا يعلقون أشياءهم على شجرة كبيرة كانوا يسمونها المعلق أي المكان الذي تعلق فيه الاشياء فسميت هذه المنطقة بـالمعلق ومنها جاءت التسمية المعيلق .

## الموقع
تقع مدينه المعيلق في جمهوريه السودان ولايه الجزيرة معتمدية الكاملين بين خطوط طول 33 درجه و6 دقائق و26 ثانيه شرق و33 درجه و4 دقائق و57 ثانيه شرق وخطوط عرض 15 درجه و1 دقيقه و50 ثانيه شمال و 15 درجه و0 دقيقه و27 ثانيه شمال وتحتل مساحه قدرها 3.17 كيلومتر مربع اى ما يعادل 783 فدان مربع، ويحدها عدد من القرى مثل الجميعابي، الدبيبة عبد الله ،الريحانة وغيرها. 
أصبحت مدينة المعيلق تابعة لمشروع الجزيرة منذ العام 1930 حيث تم إنشاء السوق في نفس العام ويعتبر أكبر سوق في المنطقة.

## السكان
يبلغ سكان المعيلق حوالي 20الف نسمه معظمهم من قبيلة الاحامدة وتوجد بها بعض القبائل الاخري منهم(الشكرية وهم يسمون السعداب)وبعض النوبة والجعليين.

## المناخ
يصنف مناخ المعيلق بأنه مناخ شبه مداري، الحار في فصل الصيف الذي يبدأ في شهر مايو / أيار ويستمر حتى أواخر سبتمبر / ايلول، ويتميز الشتاء بالبرودة حيث تنخفض درجة الحرارة إلى 12 درجة مئوية.
| البيانات المناخية لـ{{{location}}} | البيانات المناخية لـ{{{location}}} | البيانات المناخية لـ{{{location}}} | البيانات المناخية لـ{{{location}}} | البيانات المناخية لـ{{{location}}} | البيانات المناخية لـ{{{location}}} | البيانات المناخية لـ{{{location}}} | البيانات المناخية لـ{{{location}}} | البيانات المناخية لـ{{{location}}} | البيانات المناخية لـ{{{location}}} | البيانات المناخية لـ{{{location}}} | البيانات المناخية لـ{{{location}}} | البيانات المناخية لـ{{{location}}} | البيانات المناخية لـ{{{location}}} |
| الشهر                              | يناير                              | فبراير                             | مارس                               | أبريل                              | مايو                               | يونيو                              | يوليو                              | أغسطس                              | سبتمبر                             | أكتوبر                             | نوفمبر                             | ديسمبر                             | المعدل السنوي                      |
| ---------------------------------- | ---------------------------------- | ---------------------------------- | ---------------------------------- | ---------------------------------- | ---------------------------------- | ---------------------------------- | ---------------------------------- | ---------------------------------- | ---------------------------------- | ---------------------------------- | ---------------------------------- | ---------------------------------- | ---------------------------------- |
| متوسط درجة الحرارة الكبرى °ف       | 88                                 | 99                                 | 100                                | 104                                | 106                                | 102                                | 97                                 | 95                                 | 100                                | 102                                | 97                                 | 91                                 | 98                                 |
| متوسط درجة الحرارة الصغرى °ف       | 70                                 | 79                                 | 81                                 | 82                                 | 90                                 | 88                                 | 84                                 | 82                                 | 86                                 | 86                                 | 77                                 | 73                                 | 82                                 |
| معدل هطول الأمطار إنش              | 0                                  | 0                                  | 0                                  | 0                                  | 0.92                               | 0.42                               | 1.84                               | 1.36                               | 0.38                               | 0.5                                | 0                                  | 0                                  | 5.42                               |
| متوسط درجة الحرارة الكبرى °م       | 31                                 | 37                                 | 38                                 | 40                                 | 41                                 | 39                                 | 36                                 | 35                                 | 38                                 | 39                                 | 36                                 | 33                                 | 37                                 |
| متوسط درجة الحرارة الصغرى °م       | 21                                 | 26                                 | 27                                 | 28                                 | 32                                 | 31                                 | 29                                 | 28                                 | 30                                 | 30                                 | 25                                 | 23                                 | 28                                 |
| معدل هطول الأمطار مم               | 0                                  | 0                                  | 0                                  | 0                                  | 23.41                              | 10.61                              | 46.73                              | 34.51                              | 9.73                               | 12                                 | 0                                  | 0                                  | 136.99                             |
| متوسط الأيام الممطرة               | 0                                  | 0                                  | 0                                  | 0                                  | 6                                  | 8                                  | 12                                 | 10                                 | 4                                  | 8                                  | 0                                  | 0                                  | 48                                 |
| المصدر: Worldweatheronline         |                                    |                                    |                                    |                                    |                                    |                                    |                                    |                                    |                                    |                                    |                                    |                                    |                                    |

## المؤسسات والخدمات

### التعليم
يوجد بمدينة المعيلق جميع المراحل التعليمة، حيث يوجد بها:
- 3 مدارس اساس للبنين و3 بنات
- مدرستان ثانويتان بنين تأسست عام 1969م ومدرسة بنات تأسست عام1984 " مدرسة المعيلق الثانوية بنين تعتبر من أعرق المدارس في السودان وقد خرجت الاف الطلاب.
- فرع لجامعة ام درمان الإسلامية

كل هــذه المدارس أنشئت بالعون الذاتي.

### الخدمـــات
- تتوفر الكهرباء في المعيلق منذ العام 1965.
- يوجد بها 5 اّبار ارتوازية توفر المياه لكافة المدينة.
- بها فرع من بنك المزارع التجاري منذ العام 1990.
- يوجد بالمدينة 7 مساجد موزعة على المدينة.
- يوجد بها محطة تقوية بث تلفزيوني تأسست في العام 1993 تبث برامجها في دائرة نصف قطرها 30 كلم.
- يوجد بالمدينة 6 أحياء.
- يوجد بالمدينة شبكات الاتصالات (زين، سوداني، أريبا).
- ومازال المواطنون يسعون وراء الحكومة لسفلتت طريق ابوعشر المعيلق المسيد

### المؤسسات
- محكمة شعبية أنشئت منذ العام1971 .
- كل حي لديه لجنة شعبية، وهناك لجنة شعبية لتطوير المعيلق تضم أعضاء من كافة اللجان اللشعبية.
- يوجد بالمدينة أتحاد كرة قدم محلي لديه عضوية الاتحاد العام للكرة السودانية.
- يوجد بها مكتب تعليم لمرحلة الأساس به موجهين تربويين.
- يوجد مكتب لهيئة تحصيل المياه منذ عام 1970.
- يوجد مكتب صحة البيئة به مفتش وضابط صحة.
- يوجد مستشفى تخصصي يقدم خدماته الصحية منذ العام 1982م.
- يوجد قسم شرطه
- يوجد وكاله نيابه تأسست عام 2015

### الرياضة
يوجد بالمعيلق اتحاد كرة قدم فرعي واستاد رياضي تأسس سنة 1992و يوجد فيها فرق قوية اهمها [الوطن _التحرير _ النهضة _النيل_الهلال_الإتحاد ].

### سوق المعيلق
يعد سوق من المعيلق من أكبر الأسواق في ولاية الجزيرة وينعقد يوميا ويبلغ ذروته يومي السبت والثلاثاء ويأتيه الناس من جميع القري والمدن المجاورة ويتميز بوجود سوق المحاصيل ويوجد فيه جميع المحاصيل الزراعية من ذرة وقمح وكبكبي ولوبيا كما يوجد سوق المواشي وسوق الخيل بالإضافي إلى سوق الخضر والفواكه وسوق الملابس ويوج به ثلاثة محطات للوقود وسبعة أفران للخبز.